# Werner von der Schulenburg-Wolfsburg

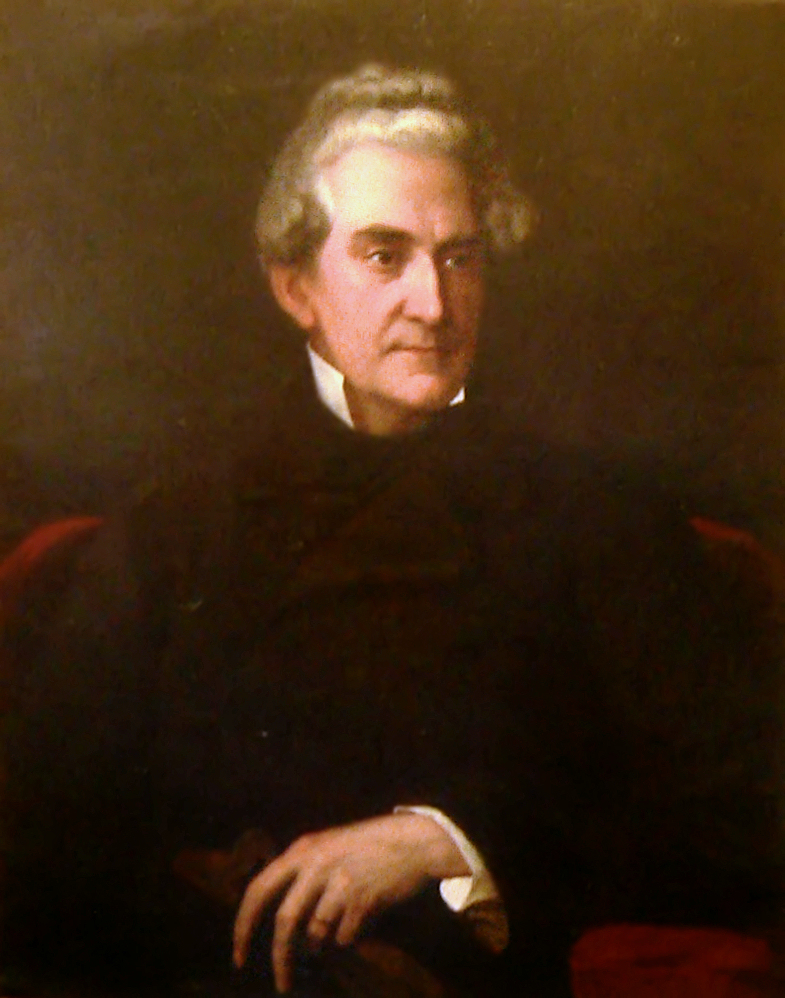
Friedrich Gebhard Werner Graf von der Schulenburg-Wolfsburg

Friedrich Gebhard Werner Graf von der Schulenburg-Wolfsburg (* 9. März 1792 in Braunschweig; † 2. September 1861 ebenda) war ein deutscher Gutsbesitzer und Politiker.

## Leben

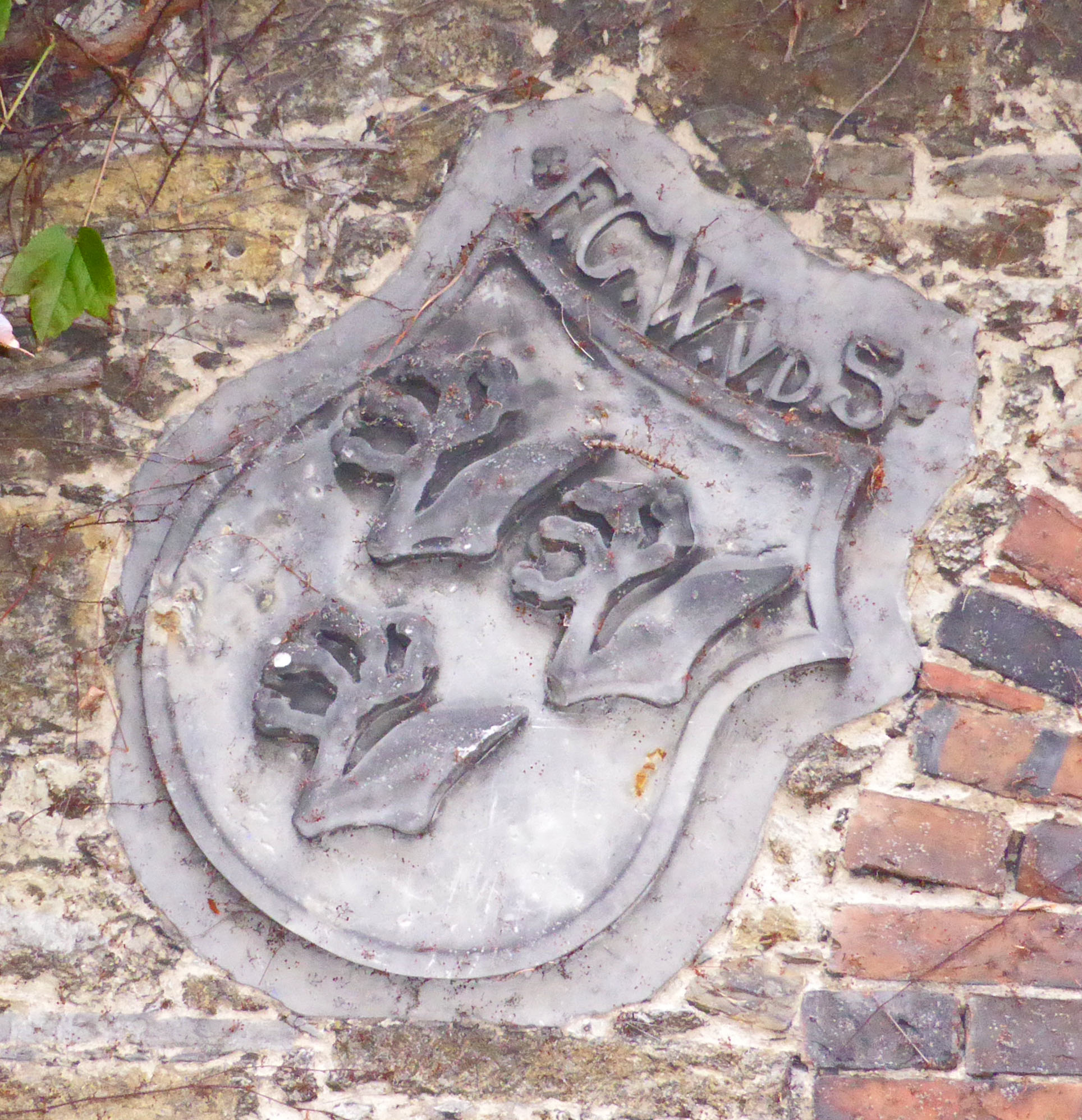
Wappenstein von Friedrich Gebhard Werner von der Schulenburg am Schloss Wolfsburg

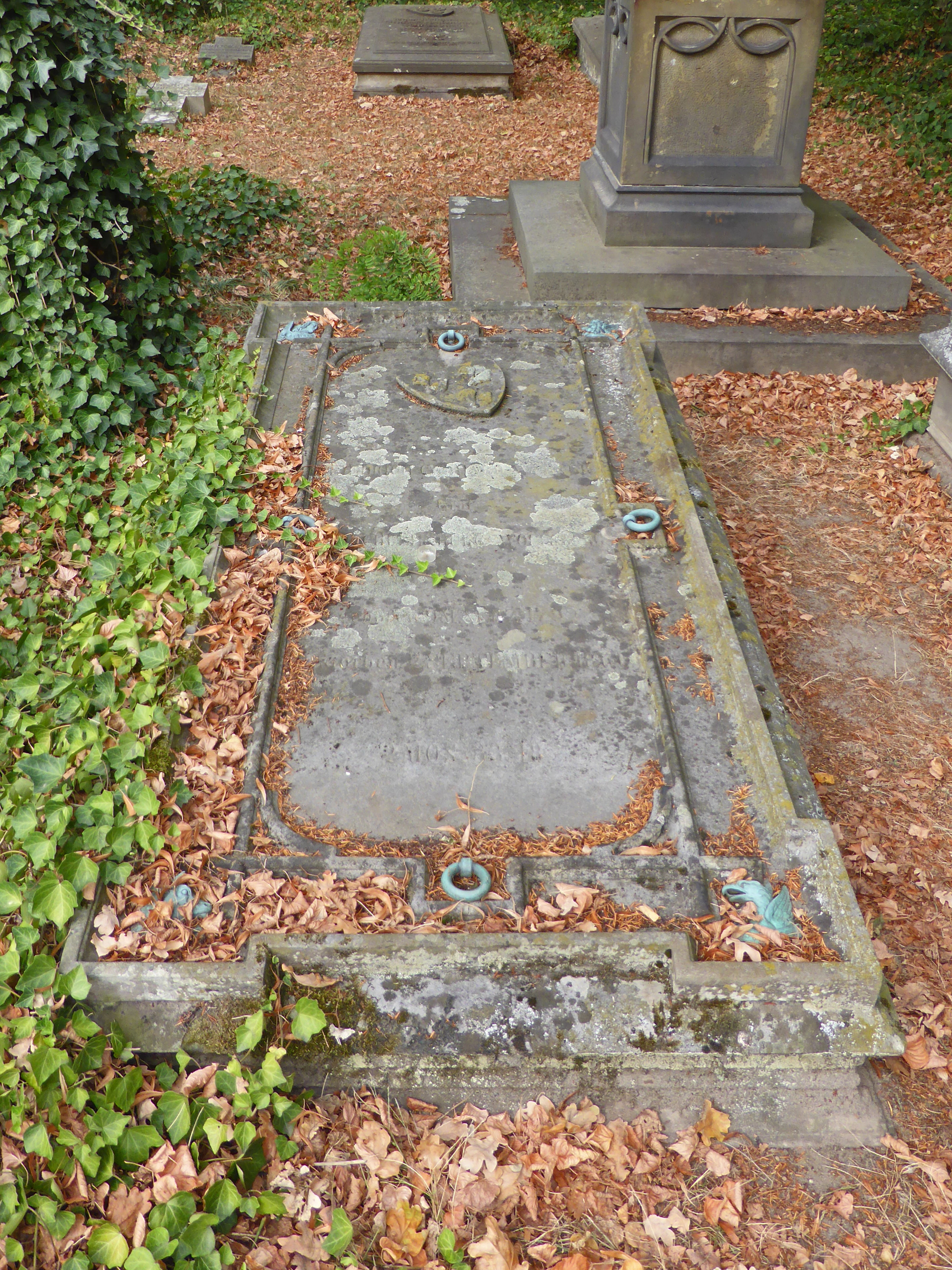
Grabstätte in Wolfsburg

Werner Graf von der Schulenburg-Wolfsburg war Sohn des Grafen Gebhard von der Schulenburg-Wolfsburg und seiner Ehefrau Anna Christine Wilhelmine von Münchhausen (1769–1832). Er studierte seit 1809 Rechtswissenschaften an der Universität Göttingen und wurde im Wintersemester 1811/1812 Mitglied des Corps Hannovera Göttingen. Diese Corpszugehörigkeit verstieß gegen den damals bestehenden Kantonierungszwang im Göttinger Senioren-Convent, wonach er als Braunschweiger Landeskind an der Universität Göttingen zu der Zeit Mitglied des Corps Hassia hätte werden sollen, da die Braunschweiger zu den Hessen hielten. Der damalige Prorektor der Universität Göttingen berichtete 1812 diesen Umstand, wie bei Studierenden höheren Standes üblich, und gab den Hinweis, die alte Feindschaft zwischen den Corpsmitgliedern der Hannoveraner und der Hessen sei hierdurch „besonders angefacht“. 
1813 und erneut 1815 nahm er auf preußischer Seite als Freiwilliger an den Befreiungskriegen teil. 
Nach erster Tätigkeit in der Verwaltung des Königreichs Westphalen und nach dessen Ende in preußischen Diensten trat er 1817 in den Verwaltungsdienst des Königreichs Hannover ein und wurde als Rat in der Rentkammer eingesetzt. Im Zuge der Reorganisation der hannoverschen Rentkammer und deren Umwandlung in eine Domänenkammer 1823 schied er aus dem Verwaltungsdienst aus und widmete sich fortan der Bewirtschaftung seiner Landgüter.
Werner Graf von der Schulenburg-Wolfsburg wurde später Fideikommissherr in Wolfsburg. Er war einerseits Königlich-hannoverscher Geheimrat, aber auch Mitglied des braunschweigischen Staatsrats. Die Belegenheit seiner Güter brachte es mit sich, dass er auch im brandenburgischen Provinziallandtag und in der 1. Preußischen Kammer als Abgeordneter tätig war.
Als Besitzer des Rittergutes Wolfsburg ließ er in den Jahren 1813–35 die Kolonie Rothenfelde erbauen, auf deren Friedhof er auch beigesetzt wurde. Sein Grabmal ist bis heute erhalten. Am Schloss Wolfsburg ließ er um 1840 den baufälligen Westflügel neu errichten, an dem noch heute die Wappen von ihm und seiner Frau zu sehen sind. Im Jahre 1846 erwarb er von Oberstleutnant von Henniges das Rittergut Nordsteimke, das er später seinem Sohn Gebhard überließ und das sich heute noch in Familienbesitz befindet.

## Familie

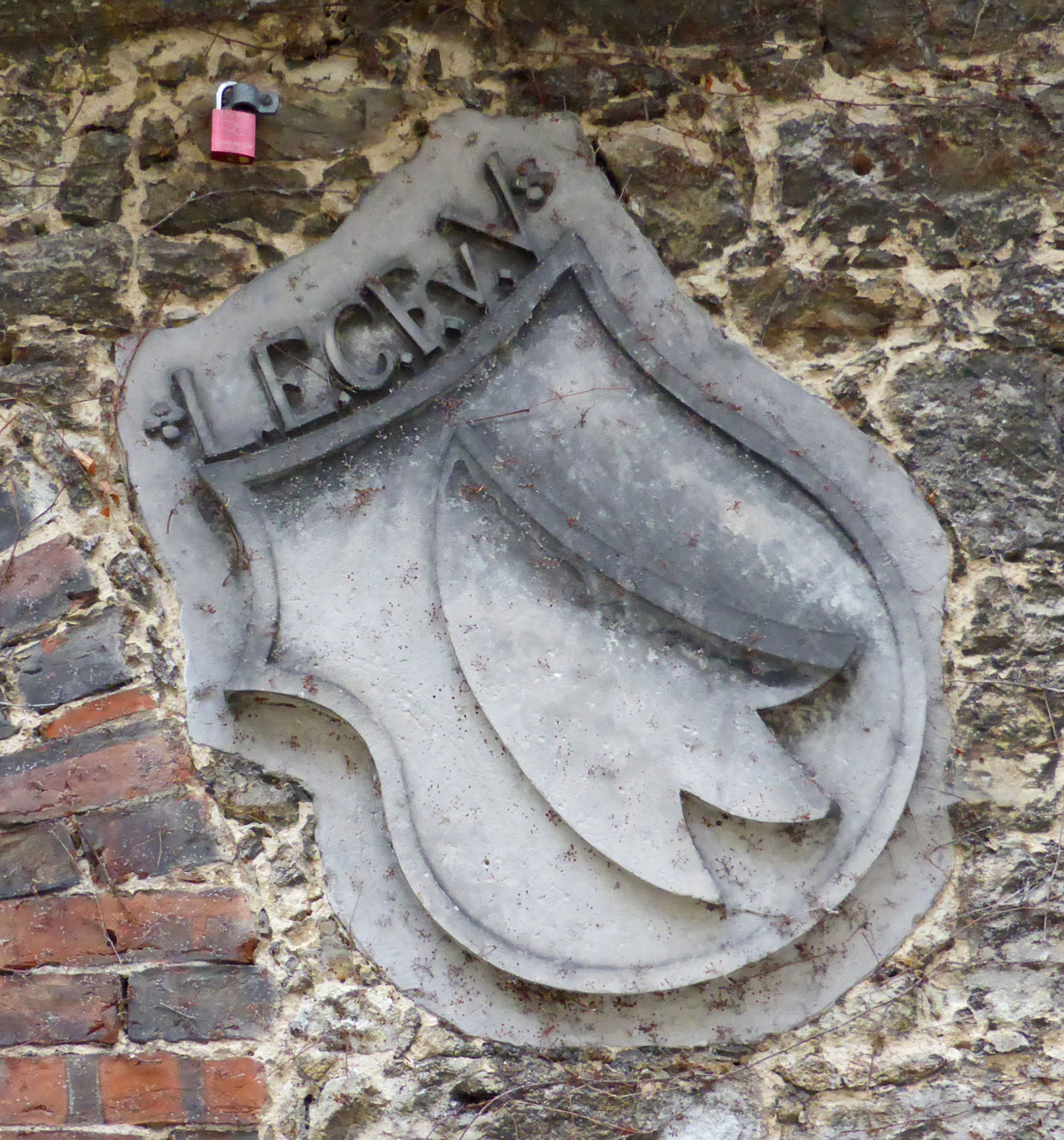
Wappenstein seiner Frau Luise Ernestine Charlotte Freiin von Vincke am Schloss Wolfsburg

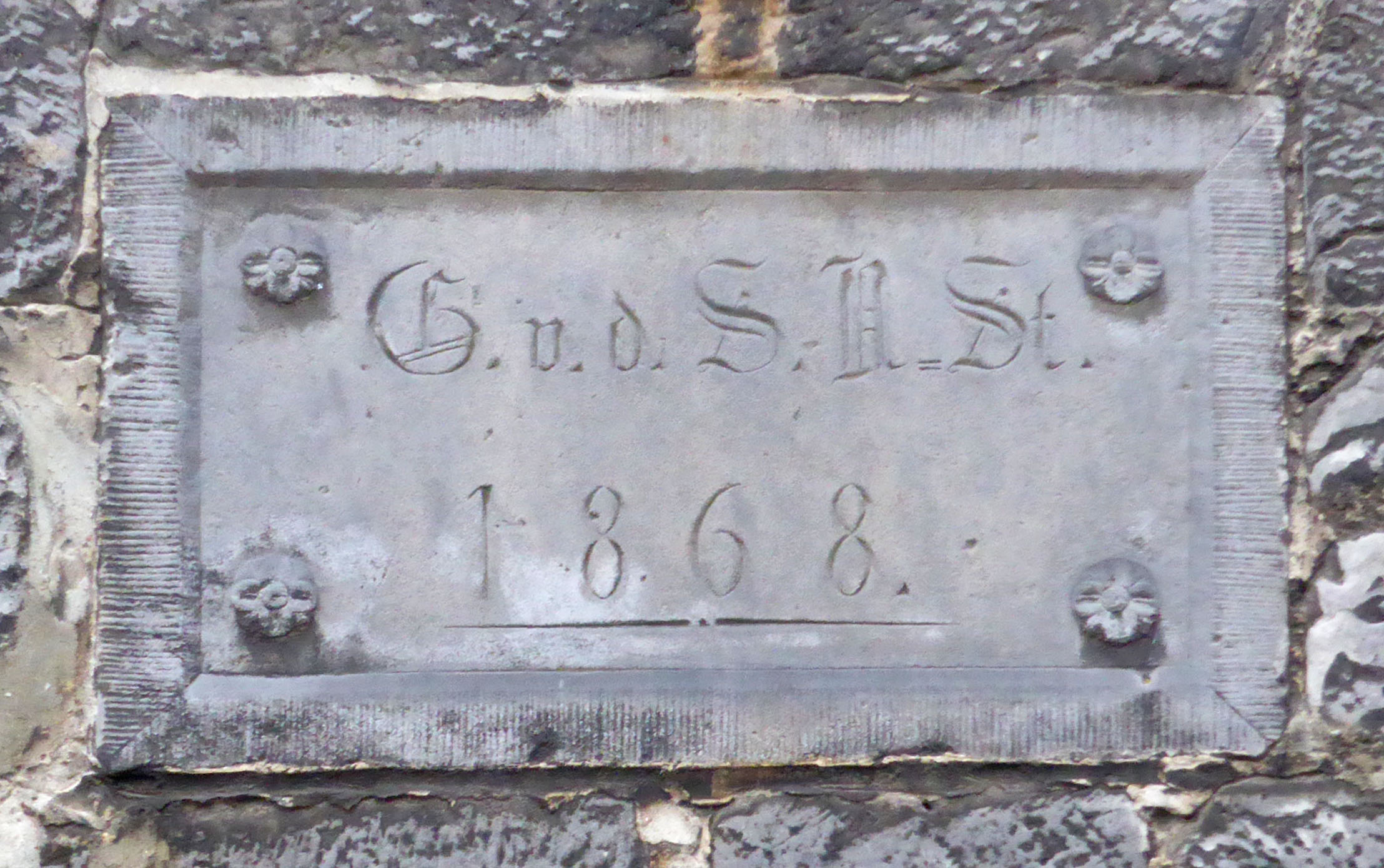
Inschrift seines Sohnes Gebhard von der Schulenburg Nord-Steimke am Margarethenhof in Reislingen

Er heiratete 1818 Luise Ernestine Charlotte Freiin von Vincke (* 7. Juli 1797; † 5. Februar 1888). Das Paar hatte mehrere Kinder:
- Günther Gebhard Ernst Karl (* 18. Dezember 1819; † 21. Februar 1895), Abgeordneter im Preußischen Abgeordnetenhaus und Preußischen Herrenhaus. Seine beiden Ehefrauen waren Töchter von Eduard von der Schulenburg-Emden.

⚭ 5. Juni 1856 Adelheid von der Schulenburg-Emden (* 13. Februar 1834; † 7. Juli 1870)
⚭ 9. Mai 1873 Margarethe Adelheid von der Schulenburg-Emden (* 24. Mai 1839; † 26. Mai 1906)
- Ernst Karl Gebhard (1821–1822)
- Gebhard Hans Alexander (* 12. Juni 1823 in Wolfsburg; † 9. April 1897 in Groß Schwülper) ⚭ 12. Juni 1860 Margarete von der Gabelentz (* 12. Januar 1842 in Poschwitz; † 1. September 1894 in Nordsteimke), eine Tochter von Hans Conon von der Gabelentz. Aus der Ehe gingen fünf Kinder hervor. Er gründete das Haus Nordsteimke und war zwölf Jahre Mitglied im Braunschweigischen Landtag. Seine Enkelin Margarete von Hindenburg, geborene Freiin von Marenholtz, war die Schwiegertochter des deutschen Reichspräsidenten Paul von Hindenburg.
- Georg August Werner (1824–1833)
- Anna Luise Charlotte (* 7. Juni 1826; † 26. November 1902 in Braunschweig, bestattet in Rothenfelde). Sie war  Konventualin im Kloster Marienberg (Helmstedt).[4] Die Domina des Klosters, Charlotte von Veltheim, gründete mit ihr und weiteren Frauen 1861 oder 1862 den Niedersächsischen Paramentenverein, dessen Präsidentin sie wurde.
- Helene Sophie Bertha (* 29. Juli 1827; † 18. August 1905 in Braunschweig) ⚭ 1848 Georg von Vincke (* 15. Mai 1811; † 3. Juni 1875)
- Dorothea Elisabeth Franziska (1830–1838)
- Ernst Wilhelm August (* 3. Juli 1832 in Braunschweig; † 23. März 1878 in Berlin) ⚭ 30. Juni 1863 Melanie Henriette Emilie Friederike von Helldorff (* 28. Juni 1835 in St. Ulrich; † 26. April 1917 in Hannover), einer Tochter von Carl von Helldorff und Pauline Henriette Emilie, geb. Freiin von Spiegel zu Peckelsheim.[5] Er wurde Fideikommissherr auf Schloss Oefte, aus seiner Ehe gingen vier Kinder, darunter Günther von der Schulenburg (Offizier), hervor.

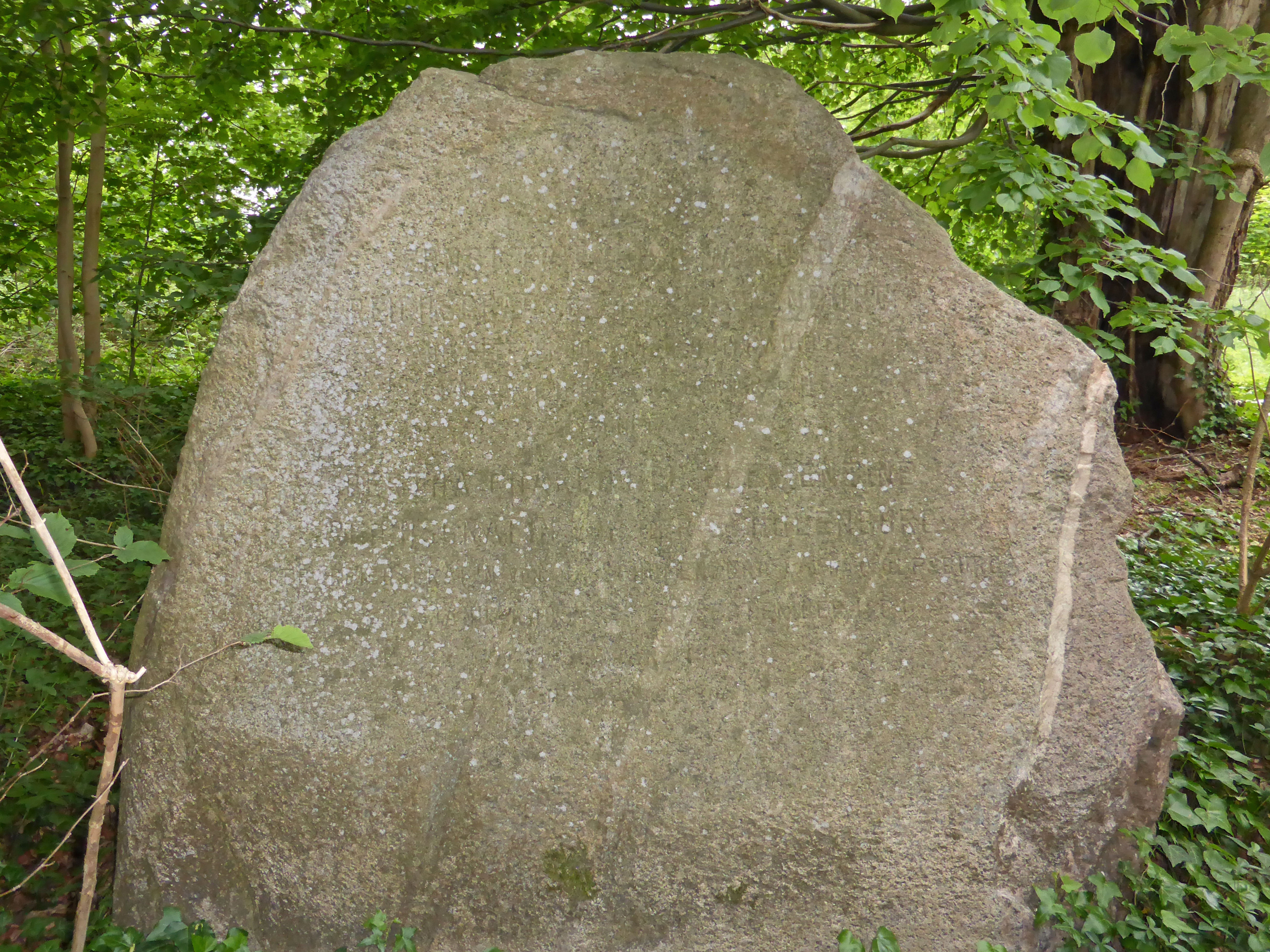
Gedenkstein an seine Tochter Bertha und ihren Ehemann auf dem Gutsfriedhof Beetzendorf

- Bertha Charlotte Clementine (* 15. Januar 1834 in Braunschweig; † 31. März 1918 in Beetzendorf) ⚭ 23. September 1854 in Wolfsburg Ernst Friedrich Werner von der Schulenburg (* 1. April 1829; † 5. Januar 1911). Auf dem Gutsfriedhof Beetzendorf erinnert noch heute ein Gedenkstein an Bertha Charlotte Clementine und ihren Ehemann Ernst Friedrich Werner Reichsgraf von der Schulenburg.
- Charlotte Luise Adelheid (1836–1842)

## Auszeichnungen
- Kommandeurkreuz des Guelphen-Ordens, 1831
- Großkreuz des Guelphen-Ordens, 1837
- Roter Adlerorden II. Klasse mit Stern, 1840